# 蘇薩 (義大利)
蘇薩（義大利語：Susa）是義大利皮埃蒙特大區都靈廣域市的一個市镇。蘇薩位於蘇薩谷之中，都靈西側51公里處。

## 历史
1167年，神圣罗马帝国皇帝腓特烈一世与皇后貝亞特麗絲在此遇袭，皇帝化装成马仆后逃跑，皇后则被扣押直到1168年才获准离开。1174年，腓特烈一世劫掠苏萨以为报复。

## 外部連結
- Bertrand, E., R. Talbert, T. Elliott, S. Gillies. . Pleiades.   [March 8, 2012]. （原始内容存档于2021-04-30）.